# Ерденево (Москва)
Ерденево — бывшее село в России, которое после 1757 г. было присоединено к селу Останкино, и позднее вместе с ним вошло в состав Москвы в 1960 г.

## Географическое расположение
Село Ерденево находилось по обе стороны притока Яузы, речки Каменки, на территории современного Останкинского района.

## История
Первые упоминания о селе относятся к концу XVI в., когда в нём находилась церковь Покрова Богородицы.
В Смутное время на месте села появилась пустошь, которая числилась за владельцем соседнего Свиблова — Львом Афанасьевичем Плещеевым.
После смерти Льва Плещеева Ерденево досталось его сыну — Фёдору Львовичу Плещееву, при котором Ерденево стало сельцом. В 1673 г. владельцами стала его вдова Марфа с детьми Семеном и Фёдором Фёдоровичами Плещеевыми. По описанию 1678 г., в селе был вотчинный двор, скотный двор, два двора деловых людей, два двора повара и конюха, два двора «приспешников» и мельница.
При Фёдоре Фёдоровиче Плещееве была построена деревянная церковь Покрова Богородицы, и Ерденево стало полноценным селом. По завещанию Плещеева в 1700 г. владельцем села стал князь Борис Алексеевич Голицын. Перед своей смертью Фёдор Фёдорович отпустил всех своих крепостным на волю, что сказалось на дальнейшем упадке села.
После Бориса Алексеевича Голицына село перешло к его сыну князю Сергею, а после владельцем стал его двоюродный брат Сергей Алексеевич Голицын. В 1731 г. его купил князь Алексей Михайлович Черкасский, владелец соседнего Останкино.
Крестьяне бежали от нового владельца к прежним хозяевам, земли села стали пустеть, и в переписи 1743 г. Ерденево значилось, как пустошь. Её получила в качестве приданого Варвара Алексеевна Черкасская, которая вышла замуж за Петра Борисовича Шереметева.
После 1757 г. Ерденево прекратило своё существование как поселение и вошло в состав имения Останкино.